# Tine Lindhardt
Tine Lindhardt (født 16. november 1957 i Nørresundby) var biskop over Fyens Stift fra 4. november 2012 til 31. januar 2023.
Tine Lindhardt blev i 1984 cand.theol. fra Århus Universitet. Hun blev ordineret i Viborg Domkirke i 1985 og havde herefter præsteembeder i Rind, Herning, Hadsten, Horsens og Ballerup.
I 1998 blev hun vært og tilrettelægger i Danmarks Radio på programmet "Mennesker og tro", og i 2003 blev hun generalsekretær i Bibelselskabet, hvor hun bl.a. var med til at oversætte og udgive en nudansk udgave af Det Nye Testamente, "Den Nye Aftale". Samtidig tog hun uddannelse i ledelse. I 2010 blev hun sognepræst ved Fredens Kirke i Odense, og i 2012 blev hun valgt til biskop over Fyens Stift.
Sideløbende med sine forskellige embeder og job har Tine Lindhardt undervist i faget "Gammel Testamente" på Det Teologiske Fakultet i Århus.
Tine Lindhardt holder foredrag om kirke, kultur, Bibel og samfund, og har skrevet artikler og bøger om samme emner. Hun er fortaler for kulturkristendom og for at gøre tærsklen til kirken lavere.
Tine Lindhardt fratrådte som biskop per 31. januar 2023. og blev 1. april samme år efterfulgt af Mads Davidsen.

## Privat
Hun var gift med biskop emeritus Jan Lindhardt, som døde i 2014. Sammen har de sønnerne Lars Gustav Lindhardt (født 1987), som er sognepræst, og Frederik Lindhardt (født 1989), som er kandidat i retorik og konsulent inden for ledelse og kommunikation.